# Alessandro Schöpf
Alessandro André Schöpf (født d. 7. februar 1994) er en østrigsk professionel fodboldspiller, som spiller for MLS-klubben Vancouver Whitecaps og Østrigs landshold.

## Klubkarriere

### Bayern München
Schöpf gjorde sin professionelle debut med Bayern Münchens reservehold i 2012, og var fast mand på reserveholdet over de næste to sæsonen, dog fik han aldrig en kamp for førsteholdet.

### 1. FC Nürnberg
Schöpf skiftede i juli 2014 til 1. FC Nürnberg.

### Schalke 04
Efter at have imponeret hos Nürnberg, skiftede Schöpf i januar 2016 til Schalke 04.

### Arminia Bielefeld
Efter kontraktudløb hos Schalke, skiftede Schöpf i juli 2021 til Arminia Bielefeld.

### Vancouver Whitecaps
Schöpf skiftede i august 2022 til Vancouver Whitecaps.

## Landsholdskarriere

### Ungdomslandshold
Schöpf har repræsenteret Østrig på U/19- og U/21-niveau.

### Seniorlandshold
Schöpf debuterede for Østrigs landshold den 26. marts 2016. Han var del af Østrigs trupper til EM 2016 og EM 2020.